# 大卫·佩奇 (地质学家)
大卫·佩奇（1814年8月24日—1879年3月9日）是一位苏格兰地质学家和科学作家，出生于法夫郡的洛赫利，1853年当选伦敦地质学会会员，1863年当选爱丁堡皇家学会会员，推介人为莱昂·普莱费尔，1863至1865年担任爱丁堡地质学会会长。